# دهستان حاجی‌بکنده خشکبیجار
حاجی‌بکنده خشکبیجار، دهستانی است از توابع بخش خشکبیجار شهرستان رشت در استان گیلان ایران.

## جمعیت
براساس سرشماری سال ۱۳۸۵جمعیت آن ۹۹۷۳نفر (۲۹۲۸خانوار) بوده است. 